# Taiwanische Badmintonmeisterschaft 1993
Die Taiwanische Badmintonmeisterschaft der Saison 1992/1993 war die 38. Auflage der nationalen Titelkämpfe von Taiwan im Badminton. Die Meisterschaft fand Ende November 1992 statt.

## Titelträger
| Disziplin    | Sieger                           |
| ------------ | -------------------------------- |
| Herreneinzel | Lee Mou-chou                     |
| Dameneinzel  | Hsui Yu-lin                      |
| Herrendoppel | Horng Shin-jeng Huang Chuan-chen |
| Damendoppel  | Hsui Yu-lin Jaw Hua-ching        |
| Mixed        | Huang Chuan-chen Chen Hsiao-li   |